# Aristu
Aristu es un caserío español del municipio de Urraúl Alto, perteneciente a la Comunidad Foral de Navarra.

## Historia
Hacia mediados del siglo XIX, el lugar, ya por entonces perteneciente a Urraúl Alto, tenía contabilizada una población de 15 habitantes. Aparece descrito en el segundo volumen del Diccionario geográfico-estadístico-histórico de España y sus posesiones de Ultramar de Pascual Madoz con las siguientes palabras:

ARISTU: l. del valle y ayunt. de Urraul Alto, en la prov., aud. terr. y c. g. de Navarra, merind. de Sangüesa, part. jud. de Aoiz (3 leg.), dióc. de Pamplona (8), arciprestazgo de Lónguida: sit. á la falda meridional del monte Areta en una hoya, circuida por todos lados de montañas, que no permiten ver el sol mas que desde las 10 de la mañana hasta las 2 de la tarde; y sin embargo de esto el clima es tan saludable que los hab. viven muchos años. Tiene 2 casas, y 1 igl. parr. bajo la advocacion de San Andres, servida por 1 cura párroco llamado abad. Confina el térm. por N. con el de Aribe (3/4 leg.), por E. con el de Elcoaz (1/4), por S. con el de Arangozqui (1/2), y por O. con el de Equiza (1/4). El terreno es escabroso y bastante estéril; brotan en algunos parages del mismo fuentes de buenas aguas, que aprovechan los moradores para su gasto doméstico y abrevadero de los ganados. Hay un pedazo de monte donde se crían robles y hayas; y en todo el térm. muchos y sabrosos pastos: prod. trigo, cebada, avena, y legumbres: cria ganado mular, vacuno, de lana y cabrio; y hay caza de varias clases con bastantes animales feroces: pobl. 2 vec., 15 alm.; contr. con el valle.
(Madoz, 1845, p. 561)

En 2023, la entidad singular de población tenía empadronado 1 habitante.